# Jagdstaffel 70
La Jagdstaffel 70 (in tedesco: Königlich Preußische Jagdstaffel Nr 70, abbreviato in Jasta 70) era una squadriglia (staffel) da caccia della componente aerea del Deutsches Heer, l'esercito dell'Impero tedesco, durante la prima guerra mondiale (1914-1918).

## Storia
La Jagdstaffel 70 venne formata il 6 febbraio 1918 presso il Fliegerersatz-Abteilung n. 11 di Brieg e diventa operativa e il 18 febbraio. La nuova squadriglia viene posta a supporto della Armee-Abteilung A dove inizia l'attività di guerra il 25 marzo. La prima vittoria aerea dell'unità arriva il 2 maggio 1918.
Hans Schlieter fu l'unico Staffelführer (comandante) della Jagdstaffel 70.
Alla fine della prima guerra mondiale alla Jagdstaffel 70 vennero accreditate 14 vittorie aeree. Di contro, la Jasta 70 perse 2 piloti oltre a 3 piloti feriti in azione.

## Lista dei comandanti della Jagdstaffel 70
Di seguito vengono riportati i nomi dei piloti che si succedettero al comando della Jagdstaffel 70.
| Grado | Nome           | Periodo                            |
| ----- | -------------- | ---------------------------------- |
|       | Hans Schlieter | 6 febbraio 1918 – 11 novembre 1918 |

## Lista delle basi utilizzate dalla Jagdstaffel 70
- Buhl, Francia: 22 febbraio 1918
- Stotzheim, Francia: 26 agosto 1918